# Cophixalus salawatiensis
Cophixalus salawatiensis é uma espécie de anfíbio anuro da família Microhylidae. Está presente na Indonésia. A UICN classificou-a como pouco preocupante.